# Лонконета (Венеција)
Лонконета (итал. Lonconetta) је насеље у Италији у округу Венеција, региону Венето.
Према процени из 2011. у насељу је живело 84 становника. Насеље се налази на надморској висини од 0 м.